# Phyllogomphoides calverti
Phyllogomphoides calverti – gatunek ważki z rodziny gadziogłówkowatych (Gomphidae). Występuje na terenie Ameryki Południowej.